# انگی (دوره)
انگی (به ژاپنی: 延喜 Engi) نام یک عصر تاریخی ژاپنی (نِنگُو) بود. این عصر بعد از شوتای و قبل از انچو قرار داشت و از ژوئیه ۹۰۱ تا آوریل ۹۲۳ میلادی به طول انجامید. در طی این عصر امپراتور دایگو حکمران ژاپن بود.